# Chimera (biologia)

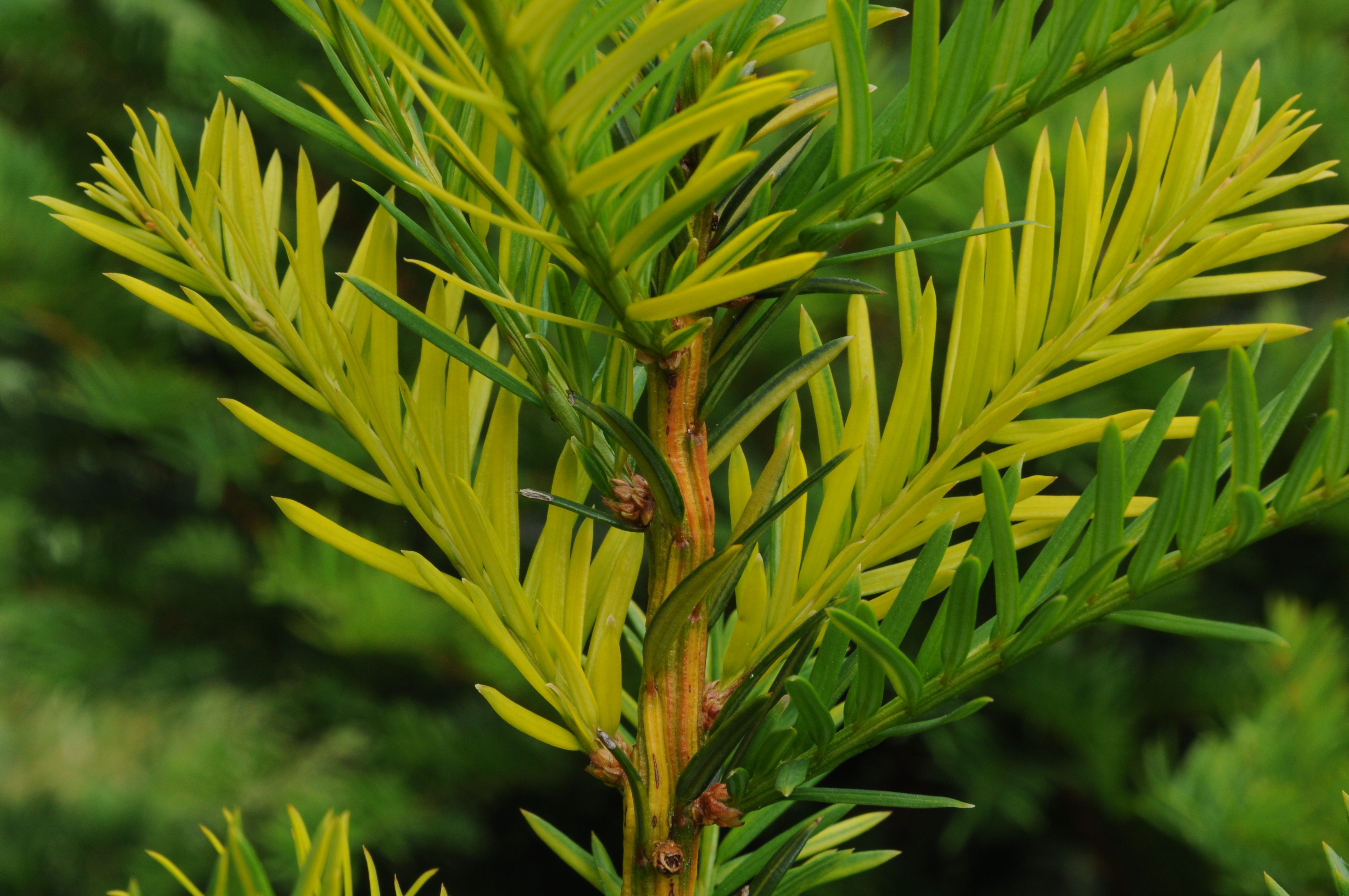
Cis, chimera sektorialna

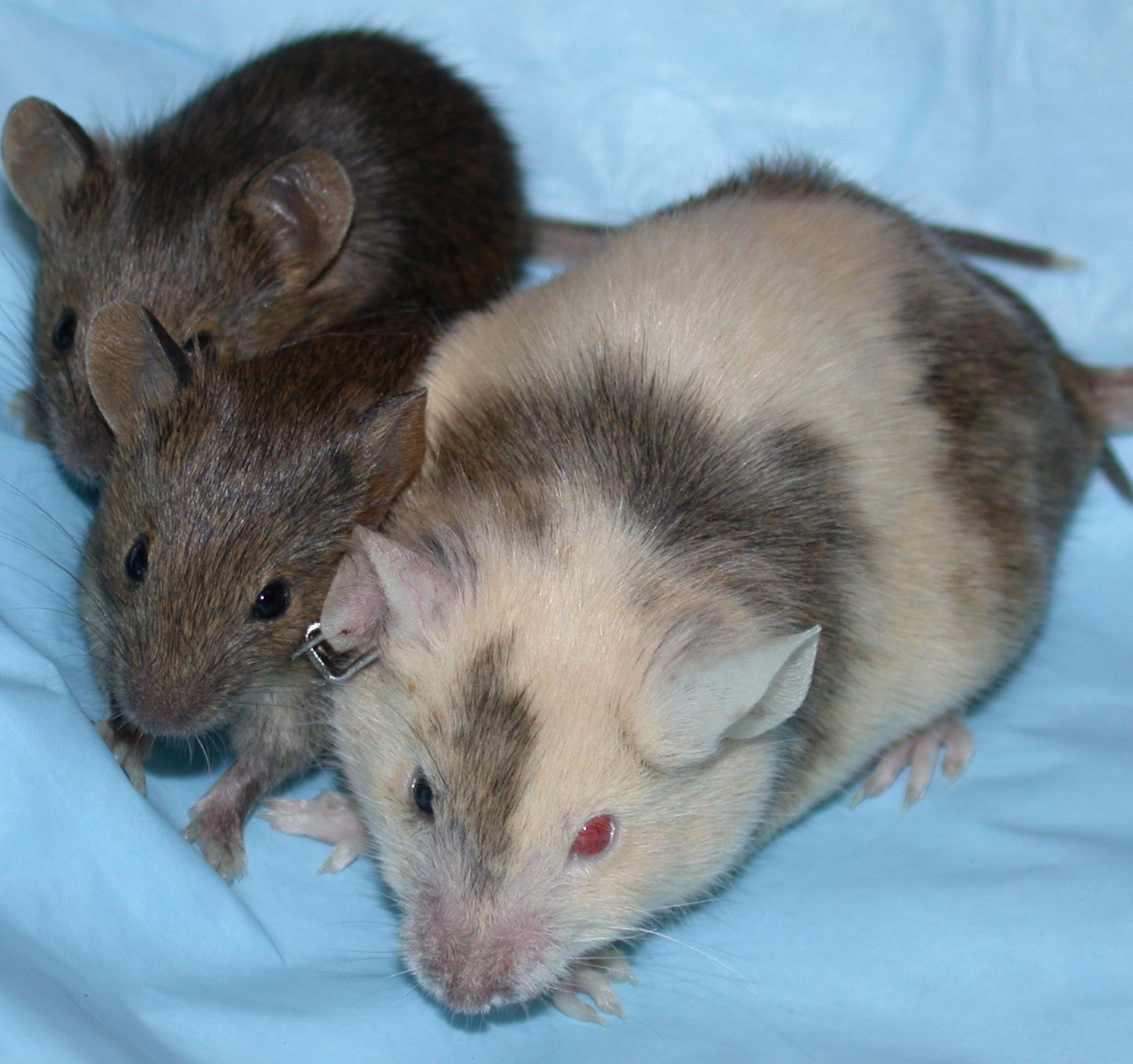
Chimera zwierzęca

Chimera (gr. Χίμαιρα, nazwa mitycznego potwora) – organizm zbudowany z komórek różniących się genetycznie.
W świecie roślin chimera pojawia się na skutek zaburzeń mitozy w stożku wzrostu i czasami w wyniku szczepienia roślin (np. laburnocytisus Adama +Laburnocytisus adamii). Wśród zwierząt natomiast chimery mogą powstać wskutek podwójnego zapłodnienia komórki jajowej, połączenia zarodków lub częściowej wymiany komórek między zarodkami. Powstały osobnik ma niektóre narządy zbudowane z komórek o innym składzie chromosomów niż reszta jego organizmu.
U człowieka za mozaikę genetyczną uznaje się bliźnięta dwujajowe, jeśli – w wyniku wspólnego krwiobiegu w okresie płodowym – każde z nich posiada domieszkę komórek krwi drugiego.

Sztucznie chimery otrzymuje się, przenosząc tkanki, narządy lub inne części z jednego organizmu do innego. W medycynie taką procedurą są przeszczepienia narządów (skóry, rogówki, serca, nerek i innych) oraz tkanek (przetaczanie krwi, przeszczepienia szpiku kostnego).
W badaniach biologicznych chimery tworzy się z komórek różnych organizmów. Zdarza się, że są to organizmy różnych gatunków – na przykład w 1984 wyhodowano chimerę nazwaną geep, powstałą z połączenia na embrionalnym etapie rozwoju komórek kozy i owcy.
Kura z mózgiem przepiórki powstała wskutek przeszczepienia fragmentu zarodka przepiórczego do zarodka kurzego.
W sierpniu 2003 badacze z Szanghaju ogłosili, że zdołali połączyć komórki ludzkiej skóry z komórką jajową królika, co doprowadziło do powstania pierwszych ludzkich zarodków-chimer. Otrzymane zarodki rozwijały się w środowisku laboratoryjnym, po czym zostały zniszczone w celu pozyskania komórek macierzystych.
Wyniki badań nad chimerami ludzkimi i zwierzęcymi mogą być przydatne do opracowania metod leczenia opartych na wykorzystaniu komórek macierzystych.
W Polsce ustawa o leczeniu niepłodności (Dz.U. z 2020 r. poz. 442) zabrania takich doświadczeń gdy jednym z gatunków jest człowiek; według art. 86 grozi za to kara pozbawienia wolności od 6 miesięcy do lat 5.
Uwaga: Według niektórych źródeł dostępnych w Internecie organizm złożony z komórek odmiennych genetycznie, lecz wywodzących się z jednej zygoty, nazywa się mozaiką, nie chimerą. Tak jest na przykład według słownika biomedycznego Uniwersytetu Stanu Kolorado. Inne źródła zdają się wskazywać, że zakresy znaczeń tych nazw częściowo nakładają się.

## Mikrochimeryzm
Mikrochimeryzm to obecność niewielkiej liczby komórek, genetycznie różnych od komórek gospodarza. Najczęstszą postacią jest mikrochimeryzm płodowo-matczyny (inaczej chimeryzm płodowy), w którym komórki płodu przechodzą do organizmu matki. Zostało potwierdzone, że komórki płodu mogą przetrwać w układzie krążenia matki nawet przez 38 lat. Mikrochimeryzm został wykazany również po transfuzji krwi w grupie pacjentów z ciężkimi niedoborami odporności, po przebytym urazie.
Mikrochimeryzm powiązano również z chorobami autoimmunologicznymi. Dwóch niezależnych naukowców (Carol M. Artlett i J. Lee Nelson) opublikowało w odstępie jednego miesiąca dane sugerujące, że mikrochimeryczne komórki płodu mogą mieć znaczenie dla patogenezy twardziny układowej. Artlett kontynuowała badania, aby wykazać, że mikrochimeryczne komórki pochodzące od matki mogą odpowiadać za grupę autoimmunologicznych chorób pojawiających się u dzieci, takich jak młodzieńcze idiopatyczne zapalenie mięśni (jednym z przykładów może być młodzieńcze zapalenie skórno-mięśniowe). Mikrochimeryzm jest obecnie wiązany z różnymi chorobami autoimmunologicznymi, m.in. z toczniem rumieniowatym układowym. Obecna alternatywna hipoteza na temat roli mikrochimerycznych komórek w zmianach patologicznych jest taka, że może ułatwić naprawę uszkodzonych organów. Jednak mimo że obce komórki są obecne w zmianach chorób autoimmunologicznych, ich rola w procesie chorobowym nie jest do końca poznana. Mikrochimeryczne komórki mogą mieć związek z uszkodzeniem, wspomaganiem naprawy tkanek lub alternatywnie, nie przynoszą w rzeczywistości żadnej szkody.